# Los artistas del Bogside
Los artistas del Bogside (The Bogside Artists) es un trío de pintores murales de Derry, Irlanda del Norte, compuesto por Tom Kelly, su hermano William Kelly y Kevin Hasson (n. 8 de enero de 1958). Su obra más famosa, una serie de murales al aire libre llamada la Galería del pueblo, está situada en el barrio del Bogside de la ciudad de Derry y describe los acontecimientos en torno a la violencia sectaria y las protestas a favor de los derechos civiles en Irlanda del Norte durante el conflicto que tuvo lugar en aquel territorio en la segunda mitad del siglo XX (los conocidos como Troubles).

## Carrera
Los artistas del Bogside empezaron a trabajar juntos en 1993 para documentar los acontecimientos en torno al conflicto de Irlanda del Norte. Con materiales donados por los residentes locales, pintaron varios murales en las paredes de los edificios de la calle Rossville, en conmemoración y recuerdo de la Batalla del Bogside (los enfrentamientos entre los residentes del barrio y la policía local del 12 al 14 de julio de 1969) y el Domingo Sangriento, en el que un total de catorce civiles morirían a disparos por parte del Ejército Británico el 30 de enero de 1972 en el lugar en que precisamente se enclava la Galería del pueblo.
Allí desde 1994 hasta 2008, los artistas del Bogside pintaron un total de doce murales en una galería que se extiende por todo lo largo de la calle Rossville, arteria principal del Bogside. Los murales fueron inaugurados oficialmente en agosto de 2007 y un mural adicional, dedicado entre otros al Premio Nobel de la Paz y líder retirado del SDLP, John Hume, se terminó en 2008.
Los artistas del Bogside han exhibido su trabajo en lugares como Boston o Washington DC. En esta última ciudad se encuentra otra de sus obras, un mural sobre Martin Luther King Jr.
Además de su trabajo como muralistas, han dirigido también talleres de arte con niños católicos y protestantes, con el fin de promover la comprensión entre las comunidades enfrentadas por el conflicto.
Han sido incluidos en varios documentales, en particular en What You See Is What You Get, de la BBC, dedicado a los artistas y su trabajo.

## La controversia
En noviembre de 2005, Walter Momper, presidente del Parlamento del Estado de Berlín, canceló una exhibición de los murales del Bogside prevista en el edificio del parlamento, criticando a los artistas por su "parcialidad", al representar únicamente a un bando del conflicto en Irlanda del Norte. Los artistas afirmaron que los murales tienen la intención de ser "un documento humano" más que una declaración política o sectaria.

## People's Gallery
| [[Archivo:\|center\|border\|180x180px\|alt=\|El corredor. ]] |
| El corredor.                                                 |